# Mujer desnuda sentada (Torso de Anna)
Mujer desnuda sentada, también conocido como Torso de Anna, es un cuadro del pintor francés Pierre-Auguste Renoir, realizado en torno a 1876 y conservado en el Museo Pushkin de Moscú. Es un ejemplo de los numerosos desnudos de Renoir, un tema recurrente a lo largo de toda su carrera.

## Descripción
La protagonista de la escena es Anna Charigot, una de las modelos preferidas de Renoir que, más tarde, la hará su esposa. Aquí Anna es representada con el disfraz de una joven desnuda, de cuerpo florido y cautivador, atrapada mientras mira por encima del hombro al observador, que seduce con una postura provocativa e inequívoca. La mujer, sentada en una silla, domina el centro de una habitación desprovista de luz pero animada por el color claro de las diversas telas apiladas desordenadamente aquí y allá. La estructura compositiva de la obra se describe mediante una pirámide que culmina en el rostro de la mujer, que debido a su palidez adquiere el aspecto muy frágil de la porcelana.
Es posible localizar y analizar las fuentes figurativas utilizadas por el maestro francés. De hecho, son inequívocas las referencias a las obras de Boucher y Fragonard, autores de mujeres desnudas cuya actitud seductora recuerda mucho a la asumida por la Mujer desnuda sentada. Renoir, además, se muestra muy sensible a la influencia de Ingres y Delacroix, de quienes se inspiró para la curvatura de la espalda de Anna. La preciosidad pictórica que caracteriza a los anteriores modelos iconográficos, sin embargo, no aparece en la obra de Renoir, quien también se ve afectado por la pintura gruesa de Courbet, sobre todo en la consistencia material de las telas, donde los colores gris o blanco sucio se depositan en el lienzo con la ayuda de la espátula. También se inspiró pronto en Rubens, pero preocupándose en representar a las mujeres tal como aparecían realmente, no como versiones idealizadas de la belleza. A pesar de la controversia que por ello generaban, los desnudos de Renoir tuvieron un impacto significativo en otros artistas, como Henri Matisse.